# Eduardo Gurbindo
Eduardo Gurbindo Martínez (Pamplona, 8 de novembro de 1987) é um handebolista profissional espanhol, medalhista olímpico.

## Carreira
Gurbindo conquistou a medalha de bronze com a Seleção Espanhola de Handebol Masculino nos Jogos Olímpicos de Verão de 2020 em Tóquio, após derrotar a equipe egípcia por 33–31 na disputa pelo pódio.